# 每局被上壘率
每局被上壘率（英語：Walks plus hits per inning pitched，簡記為WHIP）是在棒球統計的賽伯計量學中，用來衡量一個投手每局讓打者上壘的數量。WHIP的計算是將投手的「安打加四壞除以投球局數」，也就是除了失誤外的投手「平均每局讓打者上壘數」，值越低代表此投手越不容易讓打者上壘。此外，觸身球、故意四壞、打者因妨礙打擊或妨礙跑壘而上壘的次數，均不予計算。
WHIP的計算公式為
{\displaystyle WHIP={\frac {BB+H}{IP}}}
其中{\displaystyle BB}代表四壞、{\displaystyle H}代表安打、{\displaystyle IP}代表投球局數
在美國職棒大聯盟中，整個球季下來各聯盟WHIP值的領先者們通常都會接近或低於1.0000。

## 歷史
此項數據是在1979年由作家Daniel Okrent發明，當時他稱這項數據為"innings pitched ratio"（投球局數比例）。由於Sunday newspapers未將觸身球納入他們的統計更新內，所以Okrent將被觸身球上壘的打者數量，排除在分子的被上壘人數之外。

## 與防禦率的比較
雖然防禦率 (ERA)衡量了一個投手是否容易被得分，WHIP更是能直接衡量一個投手面對打者的能耐。與防禦率不同，WHIP衡量投手表現時不將失誤和自責分考慮進去，而是反映了一個投手是否容易讓打者上到壘包，更能顯現出投手對打者的壓制能力。
舉例來說，如果一個投手的WHIP值為1.0000，表示他每1局會讓1名打者上壘，投3局總計會有3名跑者上壘；但若WHIP值為略高的1.5000，則表示他每1局會讓1.5名打者上壘，若是投3局可能就會有4.5名跑者在壘上。但如果這都是在同一局的上壘數，1.0000 WHIP的投手因為至多在1局只會有3名跑者上壘，最壞的情況就是形成滿壘，會不會失分還不盡然，但若是WHIP為1.5000的投手，他應該已經掉了2分了（因為不會有0.5個人)，如此一來，就可以明白WHIP值對於判斷投手能耐，其實是很重要的數據。
WHIP值低，代表投手的穩定度高，很少製造對手上壘的危機，反之，則會使投手時常讓自己陷入險地。但如果WHIP很低，但防禦率偏高，就表示這位投手面對壘上有人的處理能力必須加強。原則上，WHIP著重在控球能力以及壓制能力，防禦率著重在控制失分能力。但仍有WHIP值所照料不到的部份，比方說能造成大量失分的長打。在WHIP公式中即使被打一隻全壘打，在分子的上壘次數中，也只如同一壘安打或保送被計為上壘一次，但兩者對於比賽的影響卻差異甚大。因此將WHIP與防禦率或其他數據一起看，更能做比較全面的評估。
WHIP是賽伯計量學統計中，少數被採納進主流棒球統計分析中的數據之一（衡量打者的整體攻擊指數 OPS則是另一個例子）。WHIP也是Fantasy baseball中最常用的數據之一。

## 紀錄
美國職棒大聯盟的歷史中，單季最低WHIP是由Pedro Martínez於2000年在波士頓紅襪創下的0.7373，打破了之前Guy Hecker在路易斯日蝕隊創下的0.7700的記錄。 克里夫蘭印地安人隊的右投Addie Joss目前為止是MLB生涯WHIP最低記錄的保持者，他在1902年～1910年的生涯2327局的投球中保持了0.9678的WHIP。芝加哥白襪隊的投手Ed Walsh則是以生涯2964局0.9996的WHIP排名第二，同時也是10季以上的投球qualified pitcher中生涯WHIP最低的。救援投手馬里安諾·李維拉則是以生涯1283又2/3局1.0000的WHIP排名第三,，也是在活球年代的投手中最低的。待過普維敦斯灰隊和紐約高譚隊的右投手Monte Ward以生涯1.0440的WHIP排名第四，接著第五名則是Pedro Martínez，擁有在活球年代所有先發投手中最低的1.0544生涯WHIP。

## 外部連結
- Baseball's single-season WHIP leaders （页面存档备份，存于）
- Baseball's all-time WHIP leaders （页面存档备份，存于）